# Demoulia obtusata
Demoulia obtusata is een slakkensoort uit de familie van de Nassariidae. De wetenschappelijke naam van de soort is voor het eerst geldig gepubliceerd in 1807 door Link.